# Сенецкиоло (Фиренца)
Сенецкиоло је насеље у Италији у округу Фиренца, региону Тоскана.
Према процени из 2011. у насељу је живело 46 становника. Насеље се налази на надморској висини од 319 м.